# Suslic de Belding
El suslic de Belding (Urocitellus beldingi), que en anglès també rep els noms de pot gut, sage rat o picket-pin, és una espècie de rosegador esciüromorf de la família dels esciúrids. Viu a les muntanyes de l'oest dels Estats Units. A Califòrnia, sovint es troba a entre 2.000 i 3.600 m en prats entre el llac Tahoe i Kings Canyon. Aquesta espècie no està en el punt de mira de la conservació, i la seva distribució inclou algunes àrees protegides.

## Descripció física
El suslic de Belding és de grandària mitjana, amb «una cua relativament curta, extremitats curtes i orelles petites». Té un pelatge gris tirant cap a canyella a la part inferior i de color marró vermellós a la part posterior. La seva longitud corporal va d'entre 230 i 300 mm. La cua té una longitud d'entre 44 i 76 mm i és espessa i aplanada. Els pèls distals de la cua tenen tres bandes de color, un negre, un blanc i un de vermell. De mitjana, aquesta espècie de suslit pesa aproximadament 290 g. Els seus peus es cobreixen amb poc o gens de pèl. En comparació amb altres espècies d'esquirol de terra, les seves bosses de les galtes són de grandària moderada.